# Ухвати ритам: Све или ништа
Ухвати ритам: Све или ништа (енгл. Step Up: All In) амерички је љубавни филм из 2014. године, у режији Триш Си, по сценарију Џона Светнама. Пети је и последњи део филмске серије Ухвати ритам и наставак филма Ухвати ритам: Револуција из 2012. године. Главне улоге глуме Рајан Гузман, Бријана Евиган, Стивен „” Бос, Миша Гаријел, Изабела Мико, Алисон Стонер и Адам Севани.
Премијерно је приказан 9. јула 2014. године. Зарадио је преко 86 милиона долара и добио је негативне критике.

## Радња
Шон Ејса (Рајан Гузман), Еди (Миша Габријел) и њихова плесна екипа Моб били су веома самоуверени стигавши у Лос Анђелес као звезде огласне кампање. Прошло је годину дана у току којих они у свету професионалног плеса, поред снажне конкуренције, не успевају да прођу даље од аудиције. Већина жели да се врати у Мајами, али Шон је одлучио да покори Холивуд, макар сам. Шон ступа у контакт са старим пријатељем Мусом (Адам Севани), а пажњу му убрзо привлачи телевизијско плесно такмичење, чији победник осваја трогодишњи уговор за наступе у Лас Вегасу. Окупљају групу, а једна од чланица је и лепа Енди Вест (Бријана Евиган). Успешно улазе у финале, а главни противници су им Грим најтс и Шонова стара екипа Моб.

## Улоге
| Глумац          | Улога                   |
| --------------- | ----------------------- |
| Рајан Гузман    | Шон Ејса                |
| Бријана Евиган  | Андреа Вест             |
| Адам Севани     | Роберт „Мус” Александер |
| Алисон Стонер   | Камила                  |
| Миша Габријел   | Еди                     |
| Изабела Мико    | Алекса Брава            |
| Питер Галагер   | Вилијам Андерсон        |
| Стивен „” Бос   | Џејсон Хардлерсон       |
| Стивен „Stevo” Џоунс | Џаспер                  |
| Чад „Madd Chadd” Смит     | Влад                    |
| Парис Гоебел    | Вајолет                 |